# Музей транспорта Москвы
Музей транспорта Москвы (до 2020 года — Музей «Московский Транспорт») — музей ретроавтомобилей и общественного транспорта в Москве, занимающийся реставрационной, исследовательской и выставочной деятельностью.
Полное официальное название — АНО «Центр истории и культуры транспорта» Московской дирекции транспортного обслуживания (АНО ЦИКТ МДТО).
Был открыт на базе Музея ретроавтомобилей на улице Рогожский Вал в апреле 2016 года..
В фондах музея находятся более 250 экземпляров легковых и грузовых автомобилей, такси, автобусов, троллейбусов, коммунальных машин, вело и мототехники. В коллекции также хранятся экспонаты Музея пассажирского транспорта Москвы.

## История
В 2003 году был основан Музей ретроавтомобилей на улице Рогожский Вал. Он разместился на территории бывшего Автомобильно-экспедиционного комбината № 4. В 1999 году комбинат был закрыт, а в его зданиях совладелец холдинга «Марта» Дмитрий Октябрьский открыл музей ретроавтомобилей.
Основу коллекции составляли легковые и грузовые автомобили, автобусы и троллейбусы из фонда Музея пассажирского транспорта. Территория музея не была приспособлена для трамвайных вагонов. На выставке было представлено 300 образцов техники: автобусы ЗИС-8, ЗИЛ-158, ЛиАЗ-677, автомобили «Чайка», «Победа», «Волга», «Москвич» и другие модели.
Музей делился на несколько залов: основная экспозиция и тематические выставки со специальной (строительной, медицинской) и военной техникой. В планах по развитию музея было в коллекцию атрибутику общественного транспорта — остановки и спецодежду.

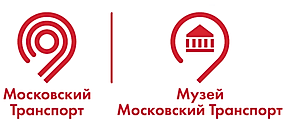
Логотип музея до 2020 года.

В музее работала реставрационная мастерская, в которой восстанавливали образцы транспортной техники.
Экспонаты музея участвовали в выставках и фестивалях Москвы. В 2016 году в День города ретромобили музея вышли на парад городской техники.
В 2017 г. автобусы и троллейбусы были представлены на Международном салоне инноваций «Urban Transport», который проходил на ВДНХ.
На территории музея также организовывали временные выставки. В октябре 2017 года состоялась выставка автомобилей «Волга». На ней были представлены образцы ГАЗ-21 и другого транспорта середины XX века, принадлежащего частным коллекционерам.
В 2016 году музей стал частью (филиалом) ГУП «Мосгортранс» и получил название «Музей „Московский транспорт“». Анонсировалось создание полномасштабного музея общественного транспорта.

## Закрытие с 2019 года
В декабре 2019 года музей объявил о временном закрытии на время реконструкции здания.
В 2020 году проведена реорганизация, изменены адрес, руководство, сайт, и общее направление деятельности музея. Повторное открытие музея в здании Гаража на Новорязанской улице планируется на 2024 год. Также музей вышел из подчинения «Мосгортранса» и стал подразделением Департамента транспорта Москвы.
Пока у музея нет собственного здания, он активно проводит культмассовые мероприятия на ВДНХ и на Северном Речном Вокзале, а также на музейном троллейбусном маршруте «Т».
С мая 2021 года по сентябрь 2022 года  в павильоне ВДНХ «Транспорт СССР» проходила тематическая выставка-байопик «Мечта москвича».
В 2022 году здание на Рогожском валу было продано АО «Центр развития территорий», связанному с Годом Нисановым и Зарахом Илиевым, предположительно для размещения фудмолла.

## Фотогалерея

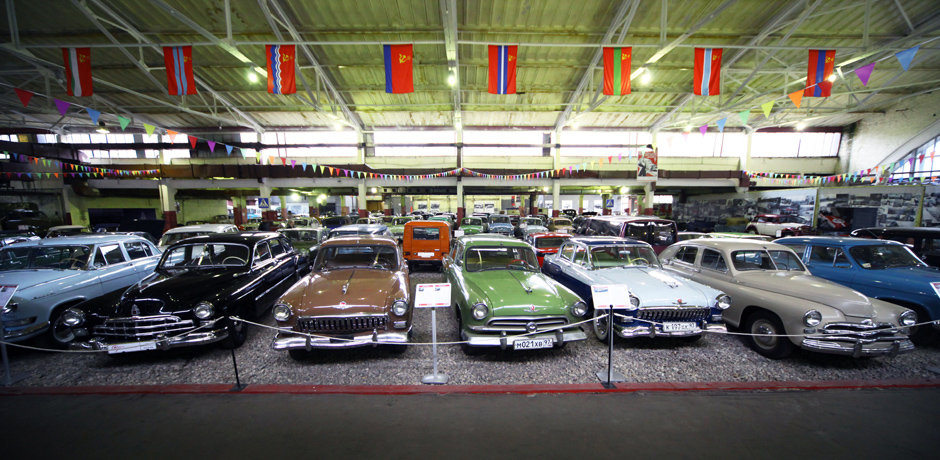
Один из выставочных залов музея. (старое здание)
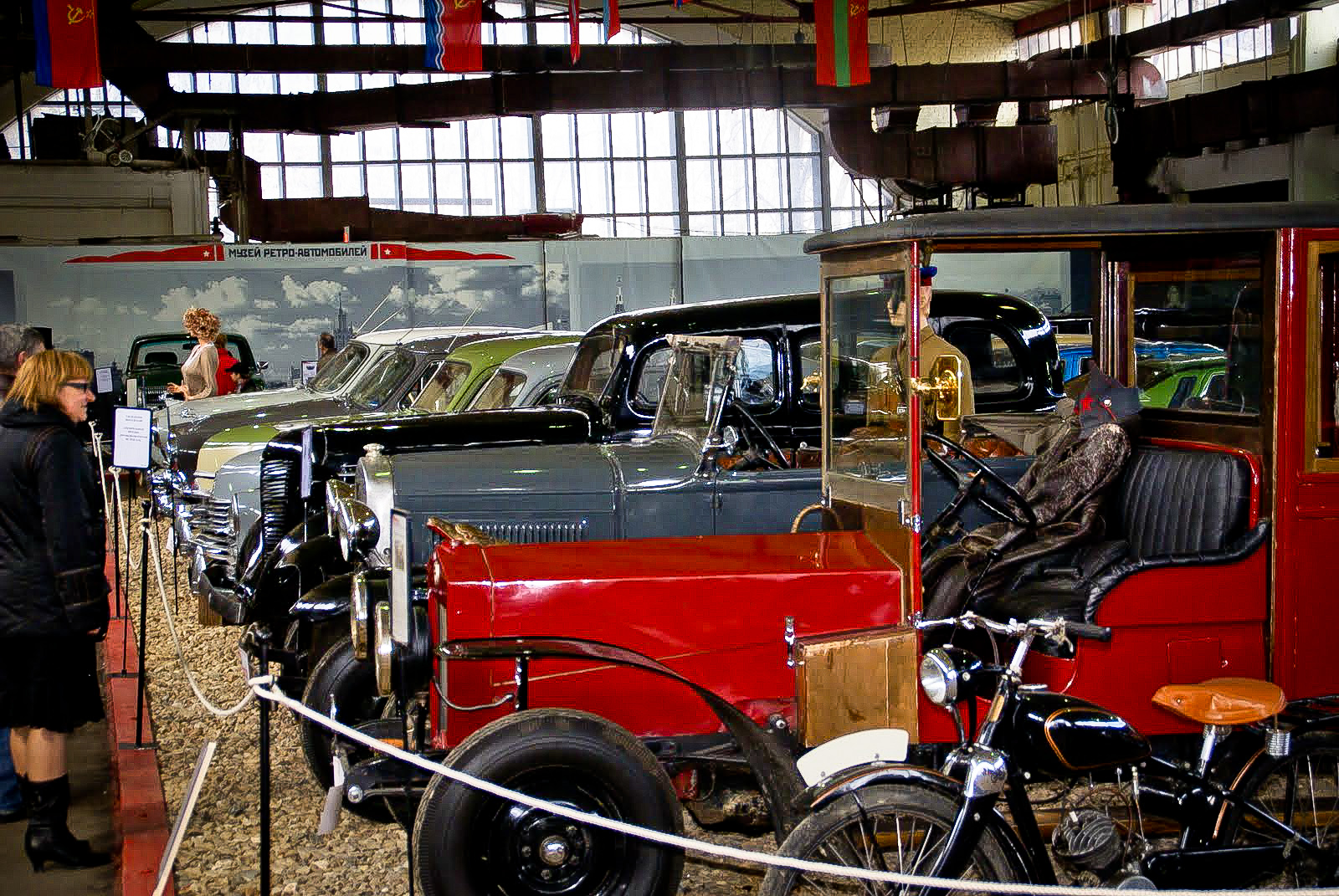
В выставочном зале. (старое здание)
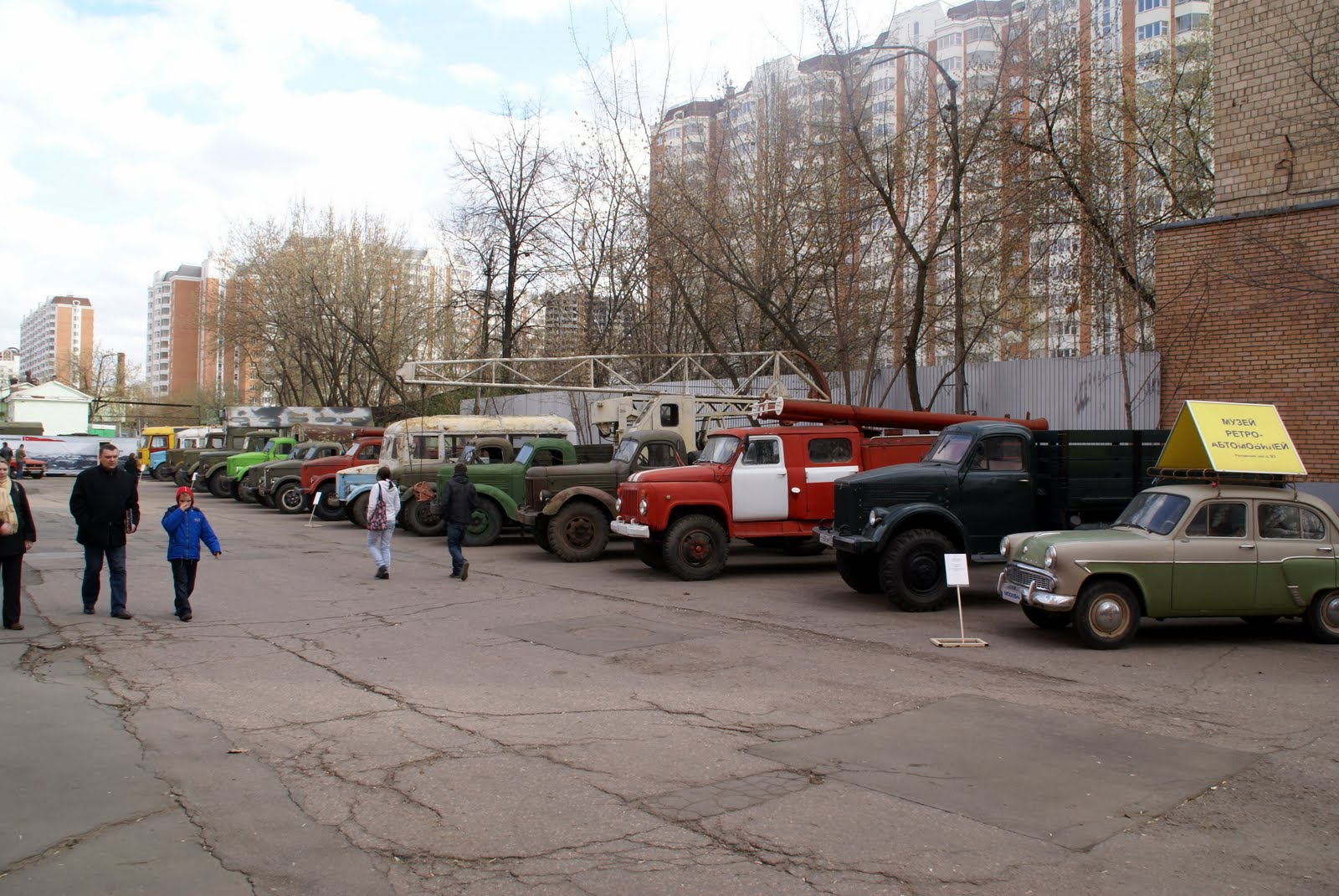
Выставка во дворе музея, 2010 год. (старая территория)
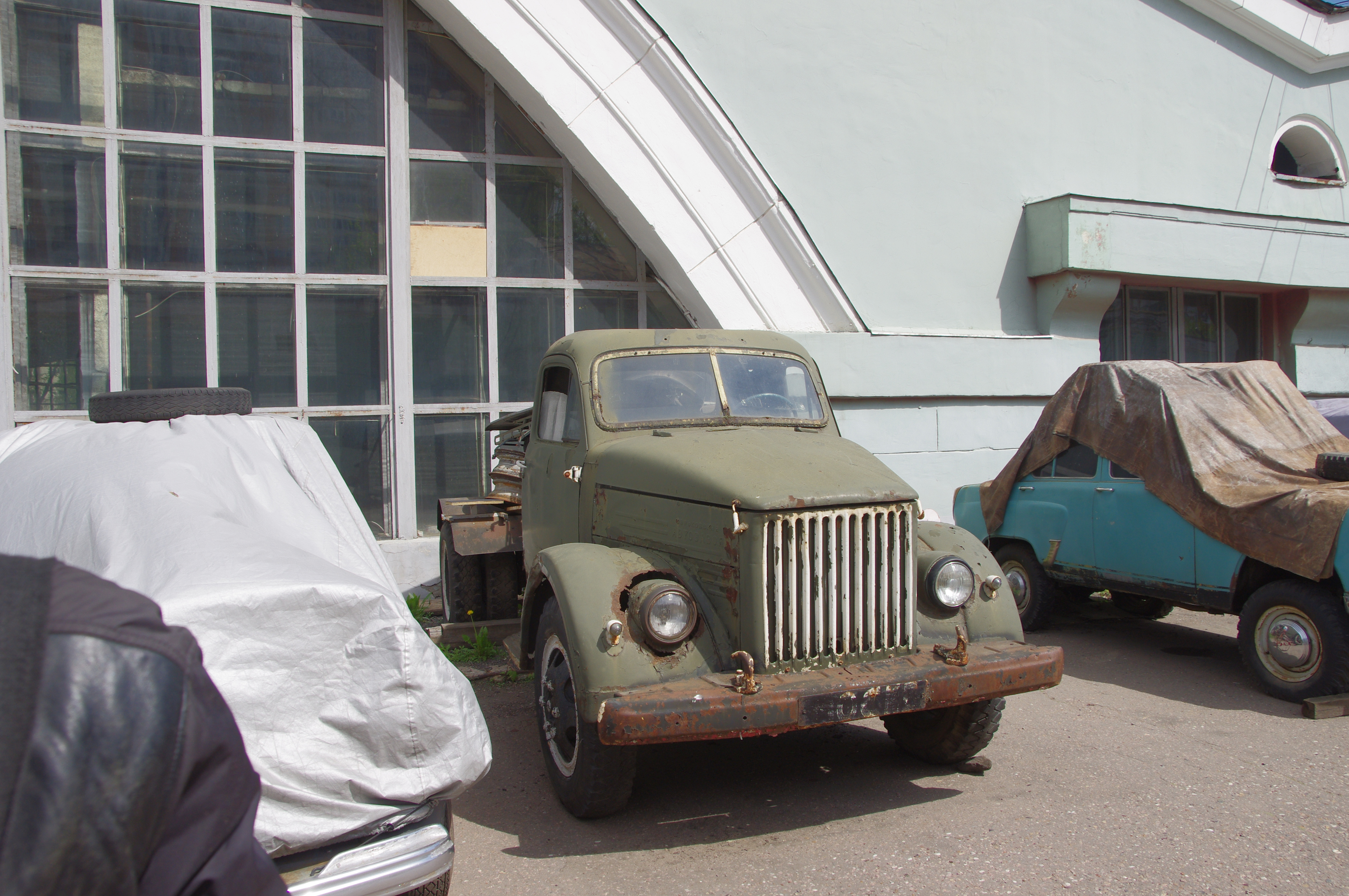
Грузовик на фоне здания музея. (старое здание)
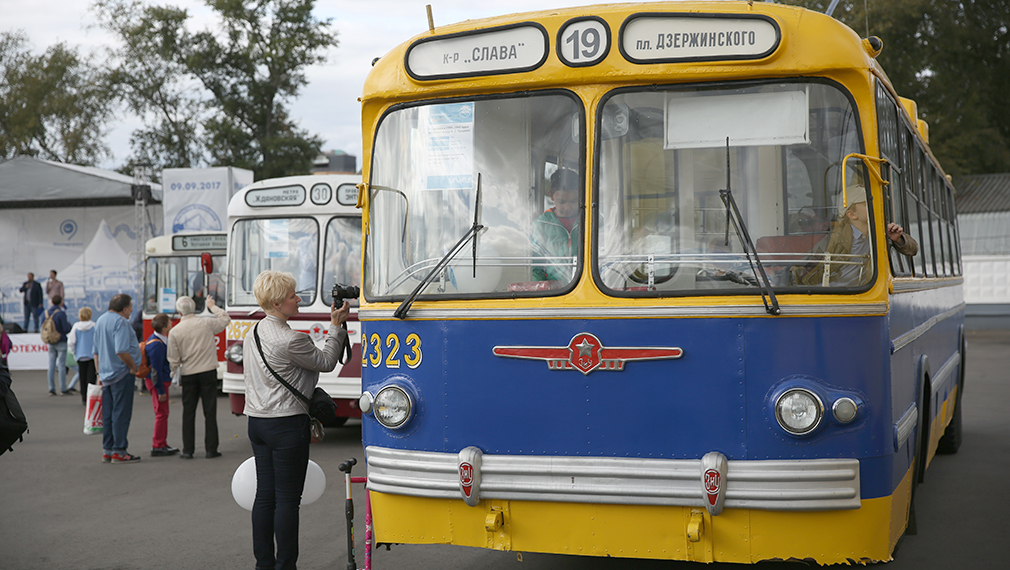
ЗиУ-5 на выставке ретротехники в День города в Москве, 2017 год.
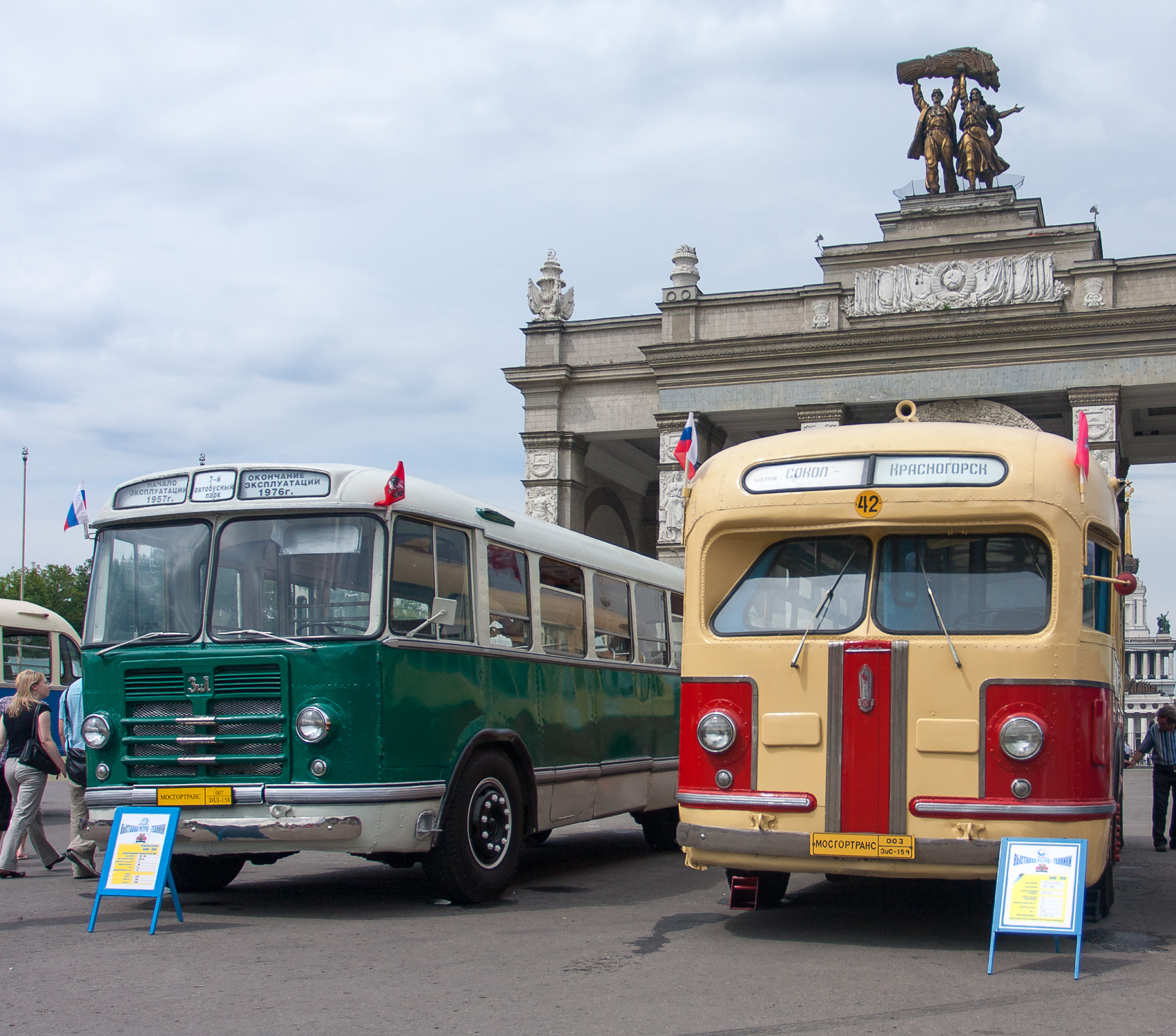
ЗИЛ-158 и ЗИС-154, 2009 год.
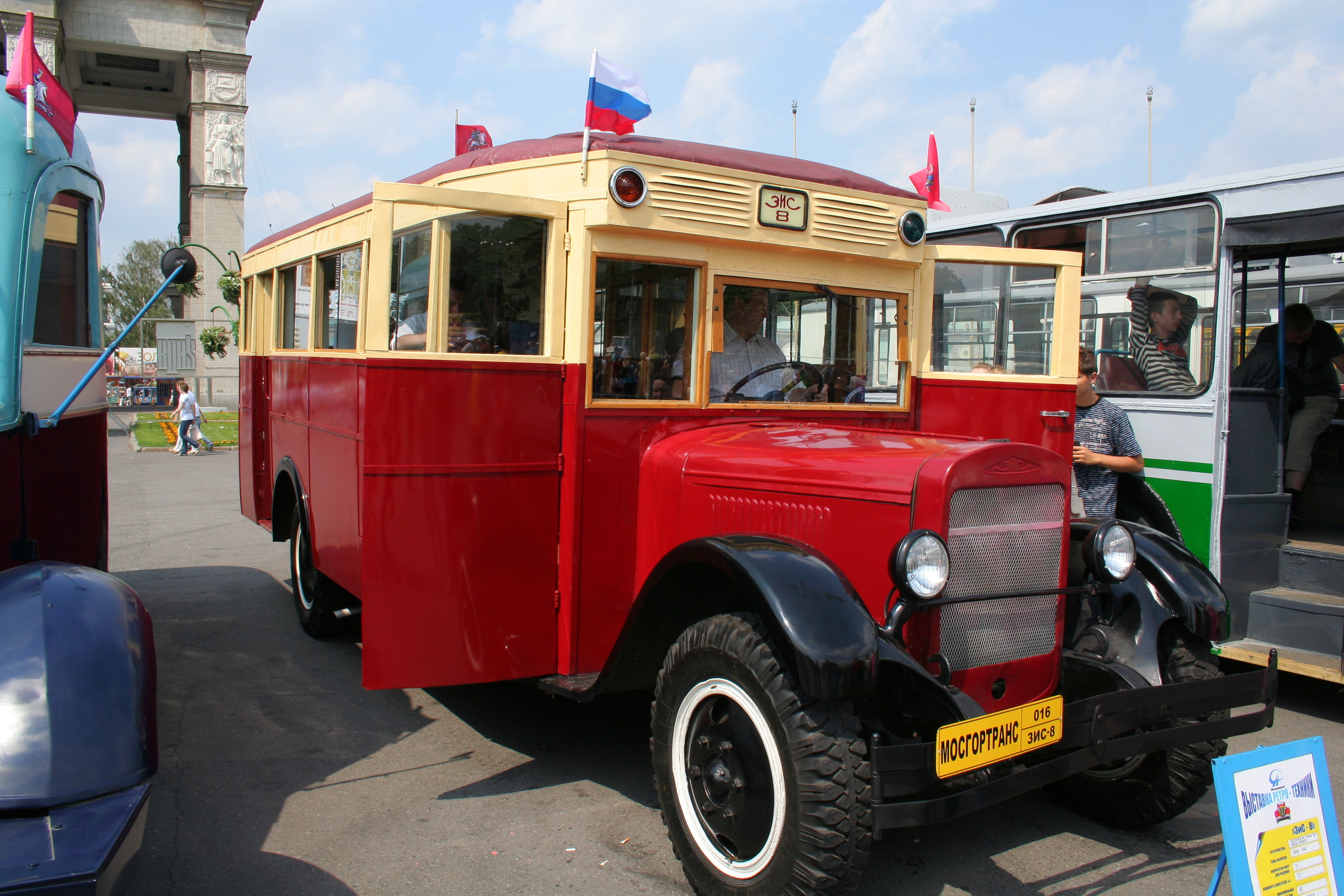
ЗИС-8 на показе ретротехники, 2010 год.
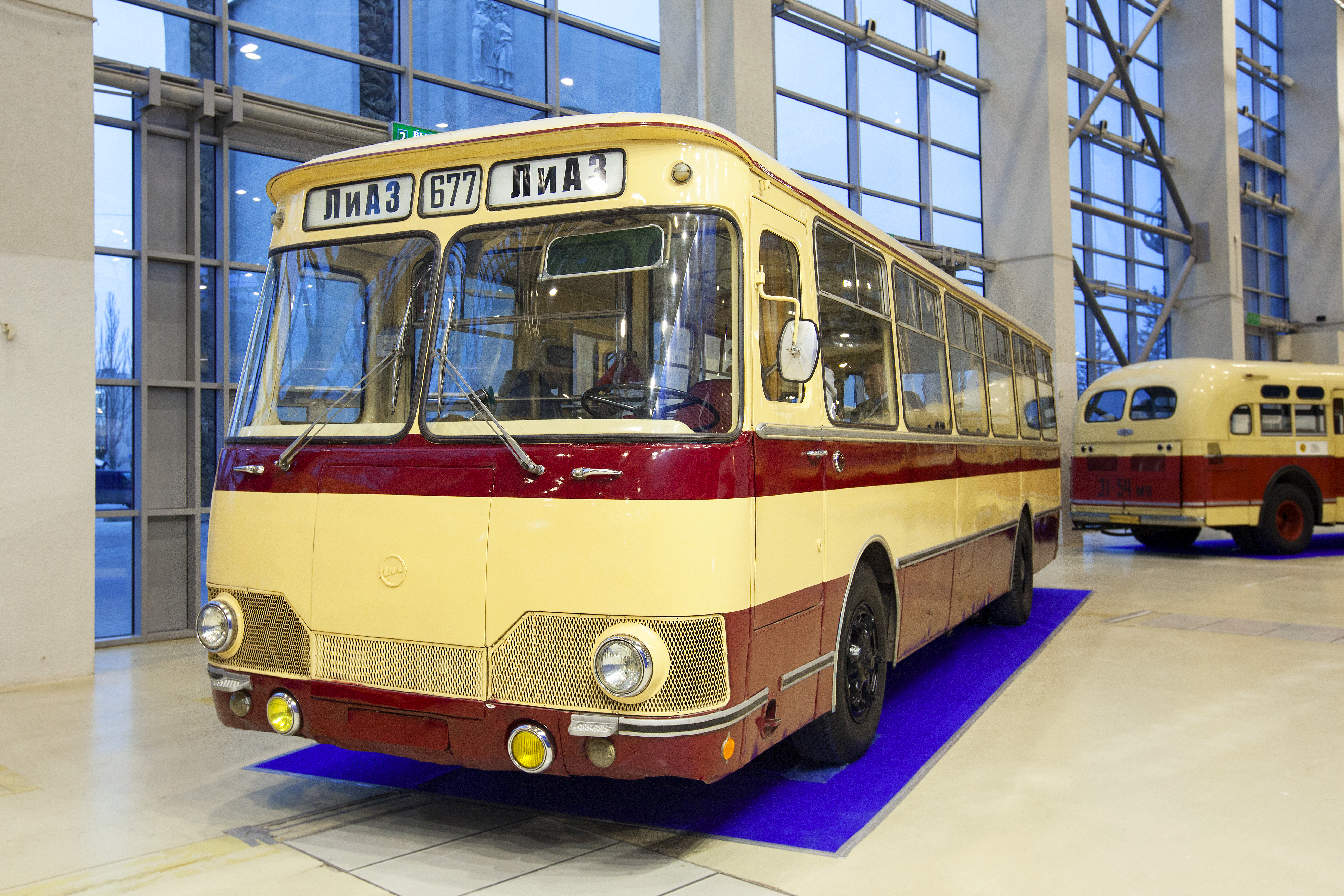
ЛиАЗ-677, 2017 год.
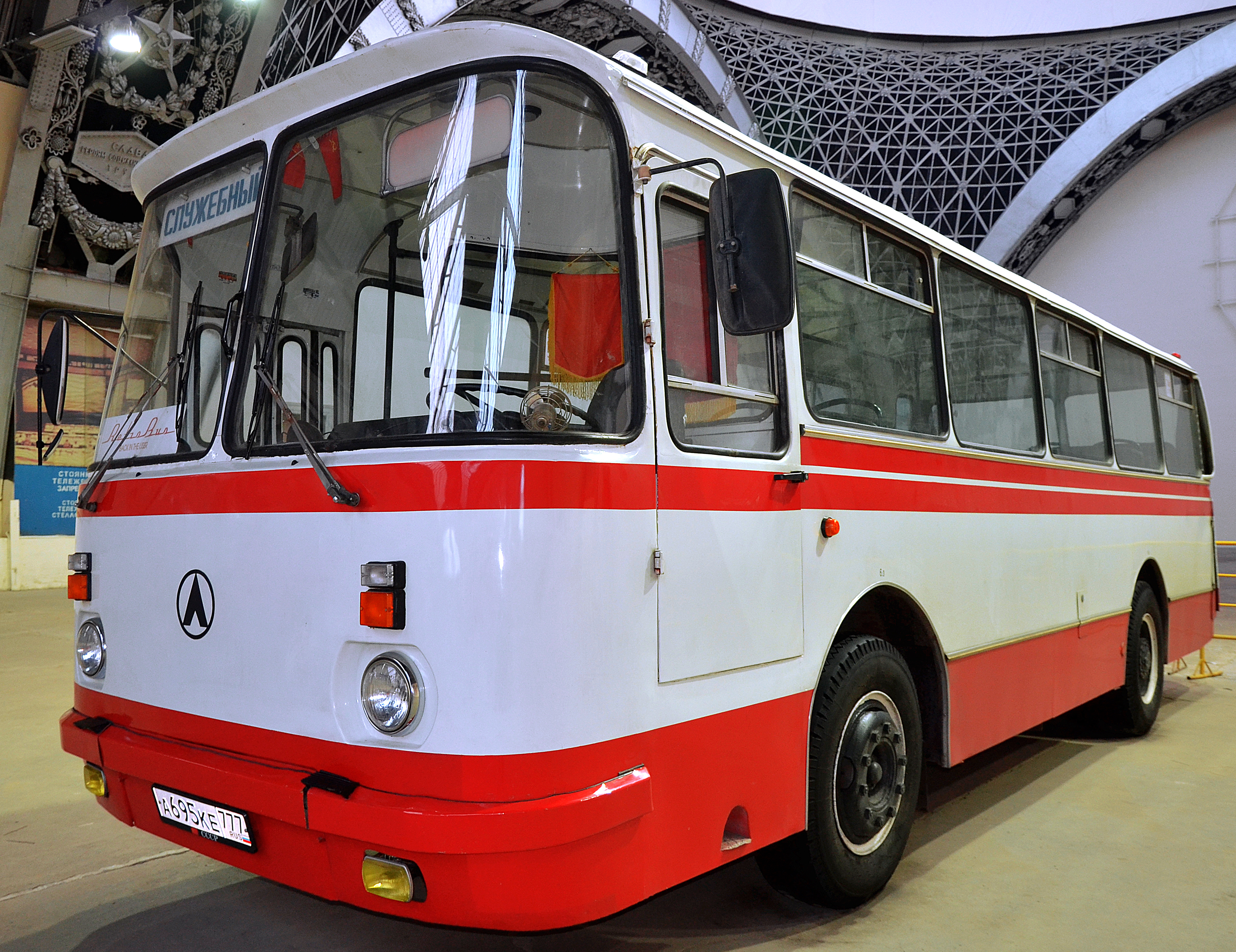
ЛАЗ-695Н 1989 г.в., 2014 год.
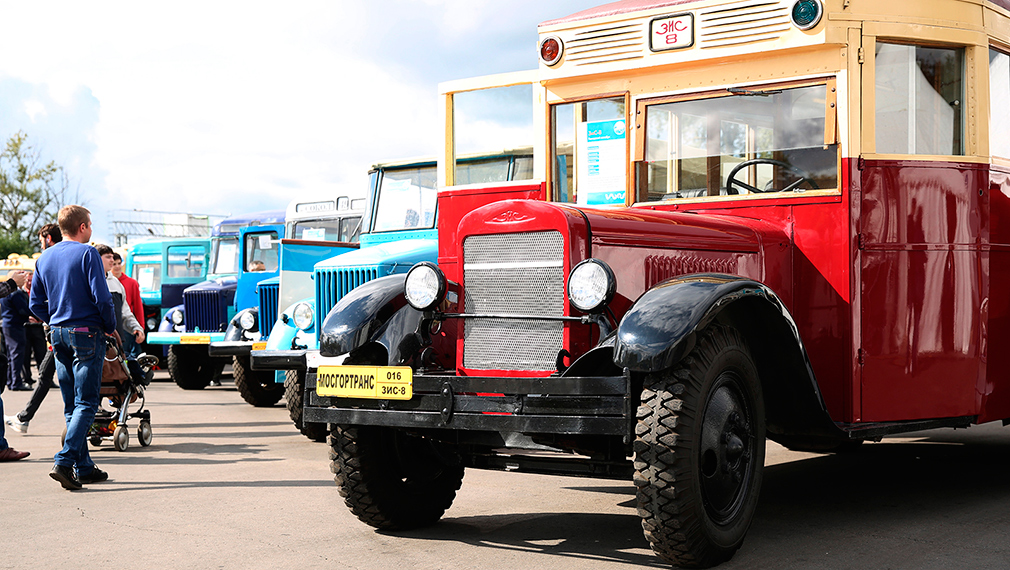
Выставка.